# Liste der Bodendenkmäler in Winterrieden
Auf dieser Seite sind die Bodendenkmäler in der schwäbischen Gemeinde Winterrieden zusammengestellt. Diese Tabelle ist eine Teilliste der Liste der Bodendenkmäler in Bayern. Grundlage ist die Bayerische Denkmalliste, die auf Basis des Bayerischen Denkmalschutzgesetzes vom 1. Oktober 1973 erstmals erstellt wurde und seither durch das Bayerische Landesamt für Denkmalpflege geführt wird. Die folgenden Angaben ersetzen nicht die rechtsverbindliche Auskunft der Denkmalschutzbehörde.

## Bodendenkmäler der Gemeinde Winterrieden

### Bodendenkmäler in der Gemarkung Osterberg
| Lage                 | Objekt                                 | Akten-Nr.     | Bild |
| -------------------- | -------------------------------------- | ------------- | ---- |
| Osterberg (Standort) | Eisenverhüttungsplätze der Latènezeit. | D-7-7827-0090 |      |

### Bodendenkmäler in der Gemarkung Winterrieden
| Lage                    | Objekt | Akten-Nr.     | Bild |
| ----------------------- | --- | ------------- | ---- |
| Winterrieden (Standort) | Burgstall des Mittelalters. | D-7-7827-0010 |      |
| Winterrieden (Standort) | Burgstall des Mittelalters. | D-7-7827-0011 |      |
| Winterrieden (Standort) | Burgstall des Mittelalters. | D-7-7827-0012 |      |
| Winterrieden (Standort) | Mittelalterliche und frühneuzeitliche Befunde im Bereich der katholischen Pfarrkirche St. Martin in Winterrieden und ihrer Vorgängerbauten. Siehe auch: St. Martin (Winterrieden) | D-7-7827-0082 |      |
| Winterrieden (Standort) | Verhüttungsplatz der Latènezeit. | D-7-7827-0092 |      |